# Змеу, Павел Георгиевич
Павел Георгиевич Змеу (16 января 1913 — 26 января 1987) — слесарь локомотивного депо имени Г. И. Старого станции Бендеры Молдавской железной дороги, Герой Социалистического Труда.

## Биография
Родился 16 января 1913 года в городе Бендеры Бессарабской губернии, Приднестровской Молдавской Республики в семье батрака. Молдаванин.
С четырнадцати лет начал работать учеником слесаря бендерских железнодорожных мастерских, одновременно учась в ремесленной школе. Из-за закрытия в 1931 году румынскими оккупационными властями бендерских железнодорожных мастерских был переведён в мастерские города Яссы. После освобождения Бессарабии и восстановления в крае Советской власти участвовал в восстановлении бендерского железнодорожного узла.
В июле 1941 года вместе с отступающими советскими войсками выехал в Ростовскую область, где работал землекопом в мостостроительной бригаде, затем слесарем вагонного депо Ростова-на-Дону, был ранен. После освобождение Бендер вернулся в родной город.
С 1944 года работал слесарем бендерского локомотивного депо имени Г. И. Старого. С 1951 года член КПСС. Многократно избирался секретарём партийной организации цеха. В 1962 году освоил ремонт тепловозов. Добился высоких показателей в выполнении производственных заданий. Автор ряда ценных рационализаторских предложений.
Указом Президиума Верховного Совета СССР от 4 мая 1971 года за выдающиеся успехи в выполнении заданий пятилетнего плана перевозок и повышения эффективности использования технических средств железнодорожного транспорта Змеу Павлу Георгиевичу присвоено звание Герой Социалистического Труда с вручением ордена Ленина и Золотой медали «Серп и молот».
Делегат XV съезда профсоюзов СССР. Избирался депутатом Бендерского городского Совета народных депутатов.
Проработал в бендерском локомотивном депо почти 40 лет. Передавал свой опыт и знания, подготовил многих молодых слесарей высшей квалификации. С 1984 года на пенсии.
Жил в городе Бенедеры. Скончался 26 января 1987 года, похоронен на Центральном кладбище того же города.
Награждён орденом Ленина, медалями, а также двумя Почётными грамотами Президиума Верховного Совета Молдавской ССР, знаком «Почётный железнодорожник».
Почётный гражданин города Бендеры.

## Ссылка
- Павел Георгиевич Змеу. Сайт «Герои страны». Дата обращения: 28 августа 2014.